# Lethrinus punctulatus
Lethrinus punctulatus és una espècie de peix pertanyent a la família dels letrínids.

## Descripció
- 10 espines i 9 radis tous a l'aleta dorsal i 3 espines i 8 radis tous a l'anal.
- El cap i la resta del cos varien de color entre el bronze tirant al marró i tonalitats groguenques. El ventre és blanc.
- El cap presenta franges blanques o blavenques i taquetes al voltant de l'ull.[3]

## Hàbitat
És un peix marí, associat als esculls i de clima subtropical.

## Distribució geogràfica
Es troba a l'Índic oriental: l'oest d'Austràlia.

## Observacions
És inofensiu per als humans.